# Spondylus anacanthus
Spondylus anacanthus is een tweekleppigensoort uit de familie van de Spondylidae. De wetenschappelijke naam van de soort is voor het eerst geldig gepubliceerd in 1823 door Mawe.